# 希爾斯 (愛荷華州)
希爾斯（英語：Hills）是一個位於美國愛荷華州約翰遜縣的城市。

## 地理
希爾斯的座標為41°33′25″N 91°32′06″W / 41.55694°N 91.53500°W，而該地的平均海拔高度為192米（即630英尺）。

## 人口
根據2010年美國人口普查的數據，希爾斯的面積為1.63平方千米，當中陸地面積為1.63平方千米，而水域面積為0.00平方千米。當地共有人口703人，而人口密度為每平方千米431人。